# Chris Mepham
Christopher James Mepham, né le 5 novembre 1997 à Hammersmith (Angleterre), est un footballeur international gallois qui évolue au poste de défenseur à l'AFC Bournemouth.

## Biographie

### En club
Le 7 janvier 2017, Mepham fait ses débuts professionnels avec Brentford lors d'un match contre Eastleigh en Coupe d'Angleterre (victoire 5-1).
Le 22 janvier 2019, il s'engage avec l'AFC Bournemouth,. En septembre 2022, il signe une prolongation de contrat avec le club, il est lié au club jusqu'en été 2025.
Fin août 2024, il est prêté par le club au Sunderland AFC pour le reste de la saison.
En juin 2025, le club prolonge son contrat d'une année supplémentaire, soit jusqu'en 2026.

### En équipe nationale
Chris Mepham participe aux éliminatoires du championnat d'Europe espoirs 2019 avec la sélection galloise de cette catégorie.
Le 22 mars 2018, il honore sa première sélection avec l'équipe du pays de Galles lors d'un match contre la Chine (victoire 6-0).
Le 9 novembre 2022, il est sélectionné par Rob Page pour participer à la Coupe du monde 2022.

## Statistiques
| Saison                | Club                  | Championnat           | Championnat | Championnat | Coupe nationale | Coupe nationale | Coupe de la Ligue | Coupe de la Ligue | Pays de Galles | Pays de Galles | Total | Total |
| Saison                | Club                  | Division              | M.          | B.          | M.              | B.              | M.                | B.                | M.             | B.             | M.    | B.    |
| 2016-2017             | Brentford FC          | Championship          | -           | -           | 1               | 0               | -                 | -                 | -              | -              | 1     | 0     |
| 2017-2018             | Brentford FC          | Championship          | 21          | 1           | 1               | 0               | 1                 | 0                 | 2              | 0              | 25    | 1     |
| 2018-2019             | Brentford FC          | Championship          | 22          | 0           | -               | -               | 2                 | 0                 | 2              | 0              | 26    | 0     |
| Sous-total            | Sous-total            | Sous-total            | 43          | 1           | 2               | 0               | 3                 | 0                 | 4              | 0              | 52    | 1     |
| 2018-2019             | AFC Bournemouth       | Premier League        | 13          | 0           | -               | -               | -                 | -                 | 2              | 0              | 15    | 0     |
| 2019-2020             | AFC Bournemouth       | Premier League        | 12          | 1           | 1               | 0               | 2                 | 0                 | 4              | 0              | 19    | 1     |
| 2020-2021             | AFC Bournemouth       | Championship          | 26          | 1           | 2               | 0               | -                 | -                 | 8              | 0              | 36    | 1     |
| 2021-2022             | AFC Bournemouth       | Championship          | 22          | 0           | 1               | 0               | 1                 | 0                 | 14             | 0              | 38    | 0     |
| 2022-2023             | AFC Bournemouth       | Premier League        | 26          | 0           | -               | -               | 2                 | 0                 | 8              | 0              | 36    | 0     |
| 2023-2024             | AFC Bournemouth       | Premier League        | 10          | 0           | 1               | 0               | 2                 | 0                 | 6              | 0              | 19    | 0     |
| Sous-total            | Sous-total            | Sous-total            | 109         | 2           | 5               | 0               | 7                 | 0                 | 42             | 0              | 163   | 2     |
| 2024-2025             | Sunderland AFC (prêt) | Championship          | 27          | 0           | -               | -               | -                 | -                 | 1              | 0              | 28    | 0     |
| Sous-total            | Sous-total            | Sous-total            | 27          | 0           | -               | -               | -                 | -                 | 1              | 0              | 28    | 0     |
| Total sur la carrière | Total sur la carrière | Total sur la carrière | 179         | 3           | 7               | 0               | 10                | 0                 | 47             | 0              | 243   | 3     |

## Palmarès

### En club
- AFC Bournemouth
  - Vice-champion d'Angleterre de deuxième division en 2022.